# Flaviana Charles
Flaviana Charles é uma advogada tanzaniana e diretora executiva de Negócios e Direitos Humanos da Tanzânia. Ela também é um membro activo da Rede de Mulheres Africanas na Prevenção e Mediação de Conflitos da União Africana.

## Vida
Flaviana Charles cresceu em Mtandika, na Tanzânia, como órfã. Charles pôde frequentar a Mtandika Trade School através de uma bolsa de patrocínio, um dos dez alunos a fazê-lo. Ela foi educada pela irmã Barberina Mhagala, a supervisora da escola de comércio, que oferece ensino de alfaiataria e costura para meninas que não puderam cursar o ensino médio.
Em 2002, Charles obteve o seu Bacharelato em Direito (LLB) pela Universidade de Dar es Salaam e, em seguida, concluiu o seu mestrado em Direito Internacional e Direitos Humanos em 2010 na Universidade de Coventry, na Inglaterra.

## Carreira
Depois de se formar, Flaviana Charles tornou-se oficial de programa no Centro Legal e de Direitos Humanos na Tanzânia. Charles tornou-se membro de várias organizações centradas na lei e nos direitos humanos, incluindo a Tanganyika Law Society (Comité de Educação Legal Continuada), a East African Law Society, a Coligação Africana para Responsabilidade Corporativa, a Associação de Mulheres Advogadas da Tanzânia e a Associação de Defensores dos Direitos Humanos da Tanzânia. Além disso, Charles dá palestras na Universidade de Bagamoyo e na Escola de Direito da Tanzânia, com foco na igualdade de género, direitos de investimento na comunidade, direito à limpeza e responsabilidade social corporativa.